# Benidorm (serie de televisión de Bélgica)
Benidorm es una serie de comedia desarrollada y transmitida en el canal belga vtm entre 1989 y 1992. Se realizaron 26 episodios. La mayoría de las historias se desarrollan en la ciudad española de Benidorm.
La serie fue escrita por Eddy Asselbergs. La primera temporada se basa en la obra de teatro de Asselbergs "Gaan naar Benidorm" (Vamos a Benidorm). La segunda temporada se basa en un guion original. 

## Elenco
- Janine Bischops: Angele
- Johny Voners: Gaston
- Max Schnur: Tuur
- Maria Bossers: Germaine
- Jo Leemans: Mariette
- Bob Van Staeyen: Theo
- Tony Bell: Karel
- Yvonne Verbeeck: Lisa
- Luc Van Puym: Pedro
- Peggy De Greef: Willemijn
- René Wattez: Kees
- Kikki Amity: Vendedor de relojes (temporada 1), Ansje (temporada 2)
- Eddy Asselbergs: Pedro / Jesús (Jezus)
- Bert Champagne: Jean
- Bor: Amante
- Jacky Lafon: Carmen

## Historia
Gaston y Angèle se van de vacaciones a Blankenberge durante varios años. Como en su mayoría tienen mal tiempo, Angèle decide ir al extranjero y elige Benidorm como su próxima ubicación. Gaston no quiere ir, pero se ve obligado. Ella les pide a sus vecinos Tuur y Germaine que se unan, pero se niegan. Una vez allí resulta que su hotel aún no está terminado. No hay electricidad en los pasillos, ni ascensor, ni piscina, ... y los trabajadores comienzan a las 6 de la mañana. Se hacen amigos de sus vecinos superiores Theo y Mariette que compraron su apartamento. 
Angèle decide tomar el sol pero se quema. Gaston tiene desventaja y sale con algunas mujeres holandesas. Sus novios se vengan y Gaston recibe una paliza. Sin embargo, el último día de sus vacaciones el incidente se resuelve. Gastón anuncia que ama a Benidorm, a diferencia de Angèle, por lo que decide comprar el apartamento. Angèle está molesta porque no pueden pagarlo. 
Una vez en casa resulta que la bodega está bajo el agua. Se le pide a Tuur que solucione el problema. Angèle le pide disimuladamente a Tuur que instale una sauna. Gaston y Tuur prepararon una estafa con vino barato. Su cliente más importante es el jefe de Gaston. Cuando descubre la verdad, se sorprende e incluso promueve a Gastón como su conductor personal. Mientras tanto, la madre de Angèles fue a Benidorm para arreglar el problema con el apartamento. Ella llama para decir que compró la residencia e incluso compró un segundo para ella. Sin embargo, resulta que es un contrato de tiempo compartido. 